# Ellen Ädelstam
Ellen Ädelstam, född Ellen Adolfstam, 5 september 1856 i Hedvig Eleonora församling i Stockholm, död 1934, var en svensk skådespelerska.

## Filmografi
- 1927 - En perfekt gentleman - släkting till Charlotte
- 1923 – En rackarunge - fröken Humble
- 1920 – Bodakungen
- 1917 - Alexander den store - soarébesökare

## Teater

### Roller (ej komplett)
| År   | Roll                                          | Produktion                                    | Regi | Teater                      |
| ---- | --------------------------------------------- | --------------------------------------------- | ---- | --------------------------- |
| 1872 | Edvard Prins af Wales, Edvard den fjerdes son | Konung Richard den Tredje William Shakespeare |      | Kungliga Dramatiska Teatern |
| 1873 | Brita, bondflicka I                           | Vid riksgränsen Frans Hedberg                 |      | Kungliga Dramatiska Teatern |
| 1874 | Tekmessas ledsven                             | Kungarne på Salamis Johan Ludvig Runeberg     |      | Kungliga Dramatiska Teatern |
| 1876 | Gerda                                         | Pastorsadjunkten Anne Charlotte Leffler       |      | Kungliga Dramatiska Teatern |